# بابیلی
بابیلی (به انگلیسی: Bobbili) یک منطقهٔ مسکونی در هند است که در Bobbili mandal واقع شده‌است. بابیلی ۲۵٫۶۰ کیلومتر مربع مساحت و ۵۶٬۸۱۹ نفر جمعیت دارد و ۱۰۳ متر بالاتر از سطح دریا واقع شده‌است.